# Sergio Henrique Savoia Bernardes
Sergio Henrique Savoia Bernardes (18 mei 1973) is een voormalig Braziliaans voetballer.

## Carrière
Embu speelde in 1995 voor Verdy Kawasaki.

## Statistieken
| Japan   | Japan          | Japan       | League | League | Emperor's Cup | Emperor's Cup | Totaal | Totaal |
| Seizoen | Club           | League      | Wed.   | Goals  | Wed.          | Goals         | Wed.   | Goals  |
| ------- | -------------- | ----------- | ------ | ------ | ------------- | ------------- | ------ | ------ |
| 1995    | Verdy Kawasaki | J. League 1 | 10     | 0      | 0             | 0             | 10     | 0      |
| Totaal  | Totaal         | Totaal      | 10     | 0      | 0             | 0             | 10     | 0      |